# Закляття безпам'ятства
«Закляття безпам'ятства: Голодомор 1932—1933 рр. на Луганщині» — документально-публіцистичний фільм 2009 року.

## Зміст
Фільм розповідає про голодні роки, пережиті жителями Луганщини, північні райони якої під час Голодомору входили до складу Харківської області. Творці фільму зібрали разом спогади очевидців тих страшних років.

## Творчий колектив
Продюсером фільму виступила голова Асоціації дослідників Голодомору в Луганській області, викладач Східноукраїнського національного університету імені Володимира Даля Ірина Магрицька, автор сценарію та режисер — журналіст Олександр Крамаренко, оператор — Олексій Мовсесян. Фільм став своєрідним підсумком копіткої багаторічної дослідницької роботи над проблематикою Голодомору 30-х років, збирання та аналізу широкого кола матеріалів, у тому числі, документів Галузевого державного архіву Служби безпеки України.
Фільм здобув схвальні відгуки від Українського інституту національної пам'яті та Асоціації дослідників голодоморів в Україні.